# Павло Ян Сапіга
Павло Ян Сапіга (біл. Павел Ян Сапега, пол. Paweł Jan Sapieha; 1609 — 30 грудня 1665, Ружани) — державний і військовий діяч Великого князівства Литовського у Речі Посполитій. Представник роду Сапєг герба «Лис» — одного з найбагатших і найвпливовіших родин в ВКЛ. Воєвода вітебський (1646–1656), гетьман великий литовський і воєвода віленський (з 1656) та смоленський, син Яна Петра Сапеги (1569—1611) та його дружини Зофії Вейґер.

## Біографія

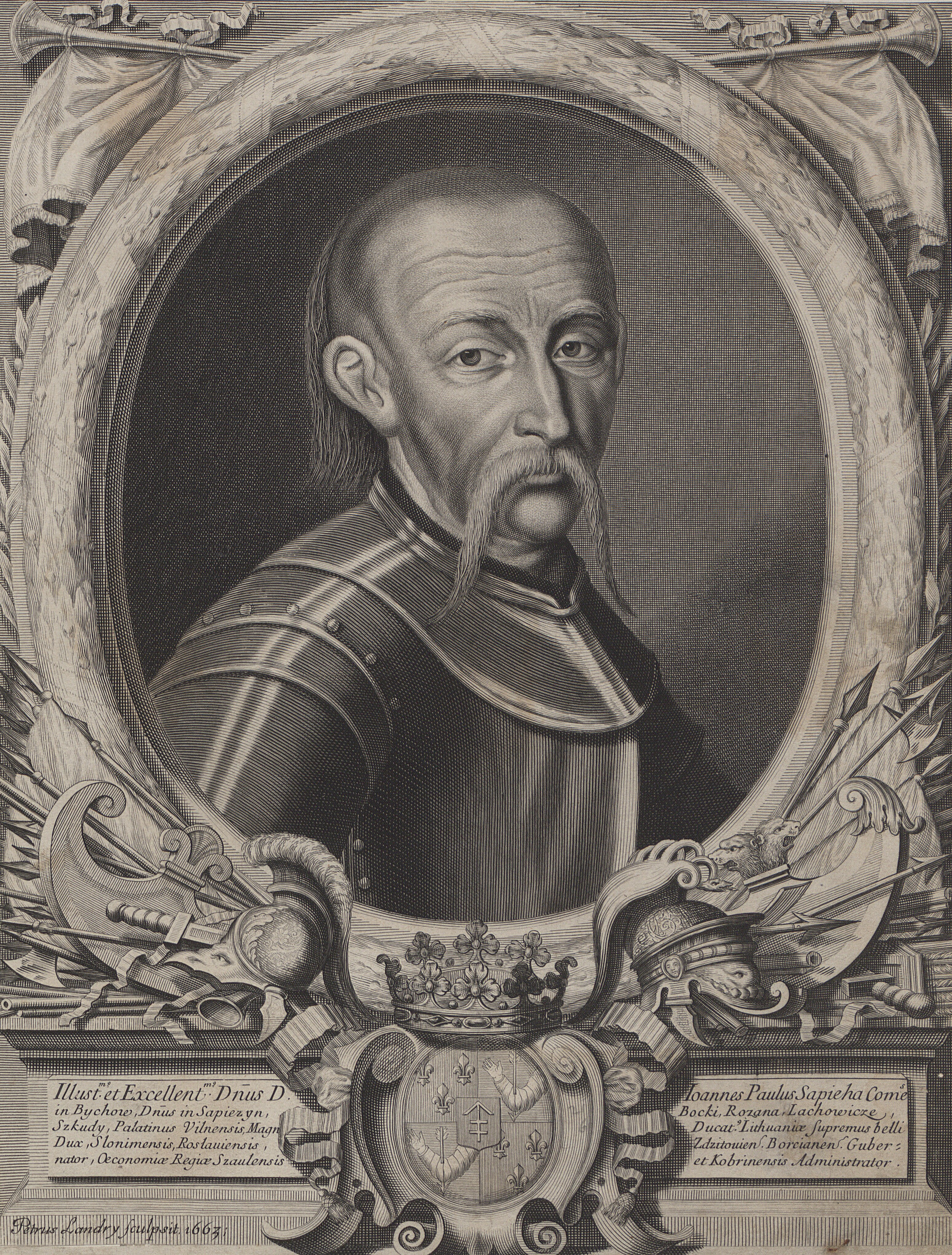

Освіту здобув у Бранденбурзі. Військову кар'єру почав в 1633 році під Смоленськом. З 1638 по 1645 обозний, в 1645–1646 роках — підстолій литовський.
Воював проти військ Б. Хмельницького під Зборовом, Жванцем. У 1651 році брав участь Берестецькій битві проти запорізьких козаків і кримських татар. У 1656 році, після смерті свого троюрідного брата Казимира Льва, отримав Ружани, Ляховичі, Бихів та інші маєтки.
Під час «Потопу» звільнив Люблін від шведських військ, брав участь в облозі Варшави і захопив замок Тикоцін в 1657 році. Був критикований за поразку Вінцента Корвіна-Госевського в Битві під Верками, якому він через особисту ворожнечу не прийшов на допомогу. У 1659 році зазнав поразки під Хмільником від військ Васілія Шерємєтьєва. Спільно зі Стефаном Чарнецьким розбив московські війська в битві під Полонкою в 1660 році.
Надавав кошти для бернардинського монастиря в Сокалі.
Помер 30 грудня 1665 в Ружанах. Був похований у Березі в костелі картезіанців.